# Susana Vieira

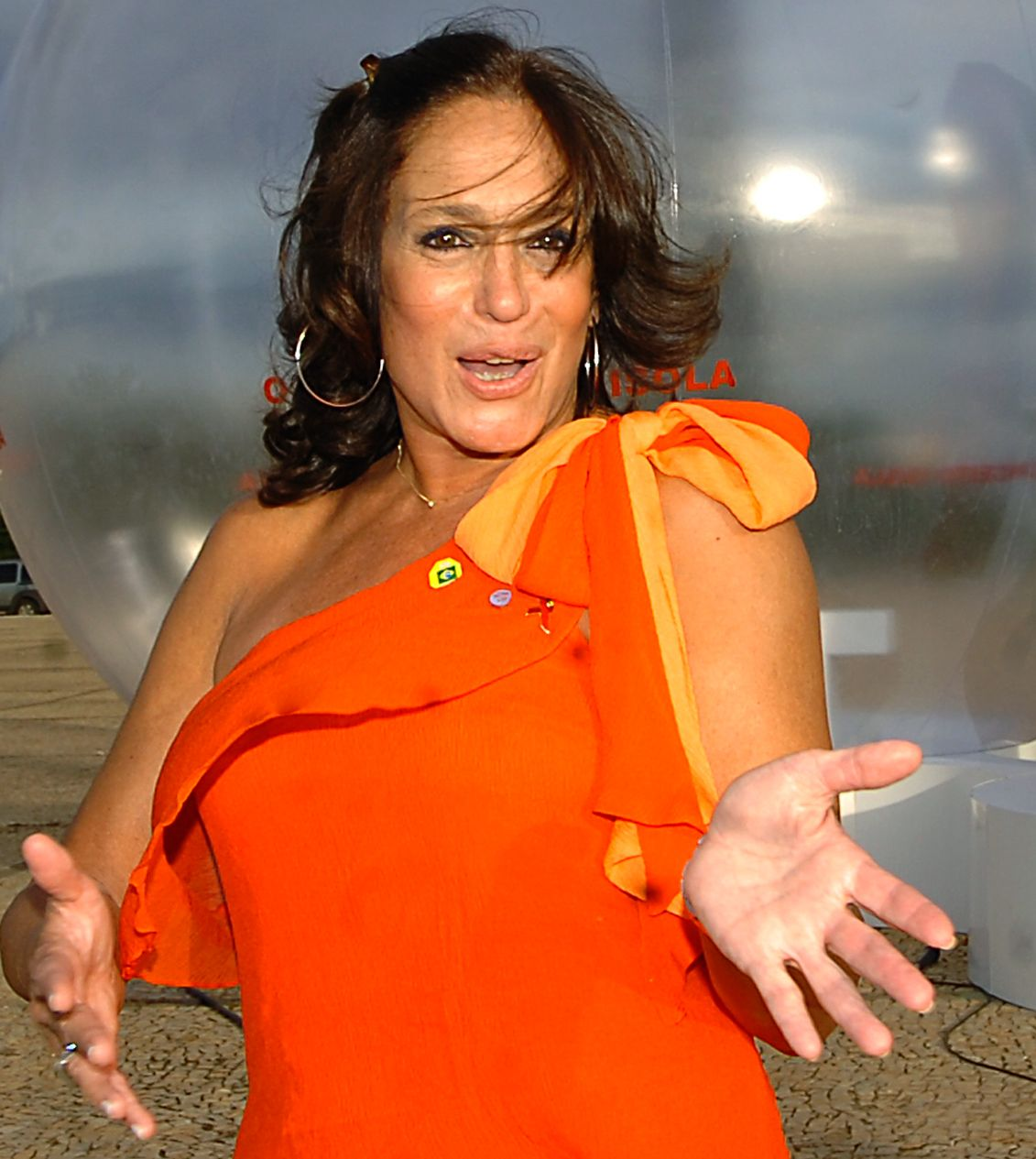
Susana Vieira

Sônia Maria Vieira Gonçalves, được biết đến với nghệ danh là Susana Vieira và Suzana Vieira [ghi chú 1] (sinh ngày 23 tháng 8 năm 1942) là một nữ diễn viên người Brazil.

## Tiểu sử và sự nghiệp
Cha của Susana, Marius Gonçalves, là một quân nhân và là tùy viên quân sự tại đại sứ quán Brazil ở Buenos Aires, mẹ của ông, Maria da Conceição Vieira Gonçalves, làm việc tại lãnh sự quán, sau đó là hôn nhân và sinh con. Susana, được rửa tội là Sônia Maria Vieira Gonçalves, được sinh ra ở São Paulo thai sản, tại thành phố São Paulo. Tên nghệ thuật của Susana trên thực tế là tên Cơ đốc giáo của chị gái cô, nữ diễn viên người Argentina, Susana Gonçalves. Ngoài Susana Gonçalves, Susana Vieira còn có ba anh em khác: Sérgio Ricardo Vieira Gonçalves, Sérvulo Augusto Vieira Gonçalves và Sandra Vieira Gonçalves. Ông bà của Susana là người Bồ Đào Nha.
Gonçalves tốt nghiệp ngành múa ba lê cổ điển, sau đó gia nhập đoàn kịch ba lê Grande Teatro Tupi năm 1961. Cuối cùng, cô ra mắt với tư cách nữ diễn viên trong A Noite Eterna, một telenovela năm 1962. Kể từ đó, Susana đã làm việc trong một số bộ phim truyền hình Rede Globo.
Gonçalves đã ra mắt với tư cách là một ca sĩ với album Brasil Encena do Albatroz Music phát hành vào ngày 19 tháng 12 năm 2010  Tuy nhiên, cô tuyên bố rằng cô không có ý định bắt đầu sự nghiệp với vai trò ca sĩ.

## Đời tư
Susana đã kết hôn, từ năm 1961 đến năm 1972, với đạo diễn Régis Cardoso, người mà cô có một đứa con trai tên là Rodrigo. Cô kết hôn với Carson Gardeazabal năm 1986, một mối quan hệ kết thúc vào năm 2003. Sau đó, vào tháng 9 năm 2006, cô kết hôn với Marcelo Silva. Tuy nhiên, cô đã ly dị anh vào tháng 11 năm 2008 sau khi phát hiện ra anh có nhân tình. Năm 2009, cô đính hôn với ảo thuật gia Sandro Pedroso nhưng đầu năm 2014, họ đã chia tay. Theo lời của cô ấy, ở Brazil không có ai mạnh bằng cô ấy và Chúa.